# Turbanella ocellata
Turbanella ocellata är en djurart som tillhör fylumet bukhårsdjur, och som beskrevs av William D. Hummon 1974. Turbanella ocellata ingår i släktet Turbanella och familjen Turbanellidae. Inga underarter finns listade i Catalogue of Life.